# Ferrari 250 GT Coupé Pinin Farina
Ne doit pas être confondu avec Ferrari 250 Europa GT.
La Ferrari 250 GT Coupé Pininfarina, parfois abrégée 250 GT ou Coupé PF, est une sportive de prestige développée par le constructeur automobile italien Ferrari. Construite à partir de 1958 dans la nouvelle usine de Pinin Farina à Grugliasco, cette nouvelle Ferrari, la première à arborer le nom Pininfarina en un seul mot, compte parmi les modèles les plus vendus du constructeur italien Ferrari. Vendu à près de 350 exemplaires, son « processus de fabrication est celui qui sera le plus proche de ce qu'on peut appeler une fabrication en série ».
Reposant sur l'empattement long (LWB pour long wheel base) de 2 600 mm, la 250 GT Coupé Pininfarina brille par ses performances impressionnantes pour l'époque. Le 0 à 100 km/h est ainsi chronométré en 6,7 s et la vitesse de pointe est atteinte à 240 km/h. Les concurrentes directes de la 250 GT Coupé Pininfarina (Jaguar XK, Aston Martin DB4, etc.) sont d'ailleurs surclassées, la Ferrari étant la plus légère.

## Genèse et compétition
Alors qu'il ne cesse de cumuler les succès depuis 1952, date à laquelle est commercialisée la première Ferrari 250, Enzo Ferrari désire produire un nouveau coupé GT, non pas pour augmenter sa fortune personnelle, mais dans le but de financer les très onéreuses compétitions automobiles auxquelles il participe.
Présentée au salon de l'automobile de Milan en 1958 sous la forme d'un prototype, la nouvelle 250 GT est une nouvelle fois confiée à Pinin Farina, ses précédentes réalisations sur les Ferrari 166, 212 Inter ou encore 250 GT Cabriolet ayant été particulièrement appréciées ; d'autre part, la Carrozzeria Scaglietti n'a pas les capacités de carrosser une nouvelle automobile.
Après le développement de plusieurs prototypes, dont certains furent même vendus (le prince Bertil de Suède par exemple, en acquiert un), la production du coupé Pininfarina — premier modèle signé Pininfarina en un seul mot — débute en 1958 dans la nouvelle usine de Pininfarina à Grugliasco.
La 250 GT Coupé remporte entre autres les éditions 1958 et 1959 des Mille Miglia avec Luigi Taramazzo puis Carlo Mario Abate, la toute dernière compétition de 1961 étant le fait du Suédois champion d'Europe Gunnar Andersson avec la version GT berlinetta 2.6L..

## Design et habitacle

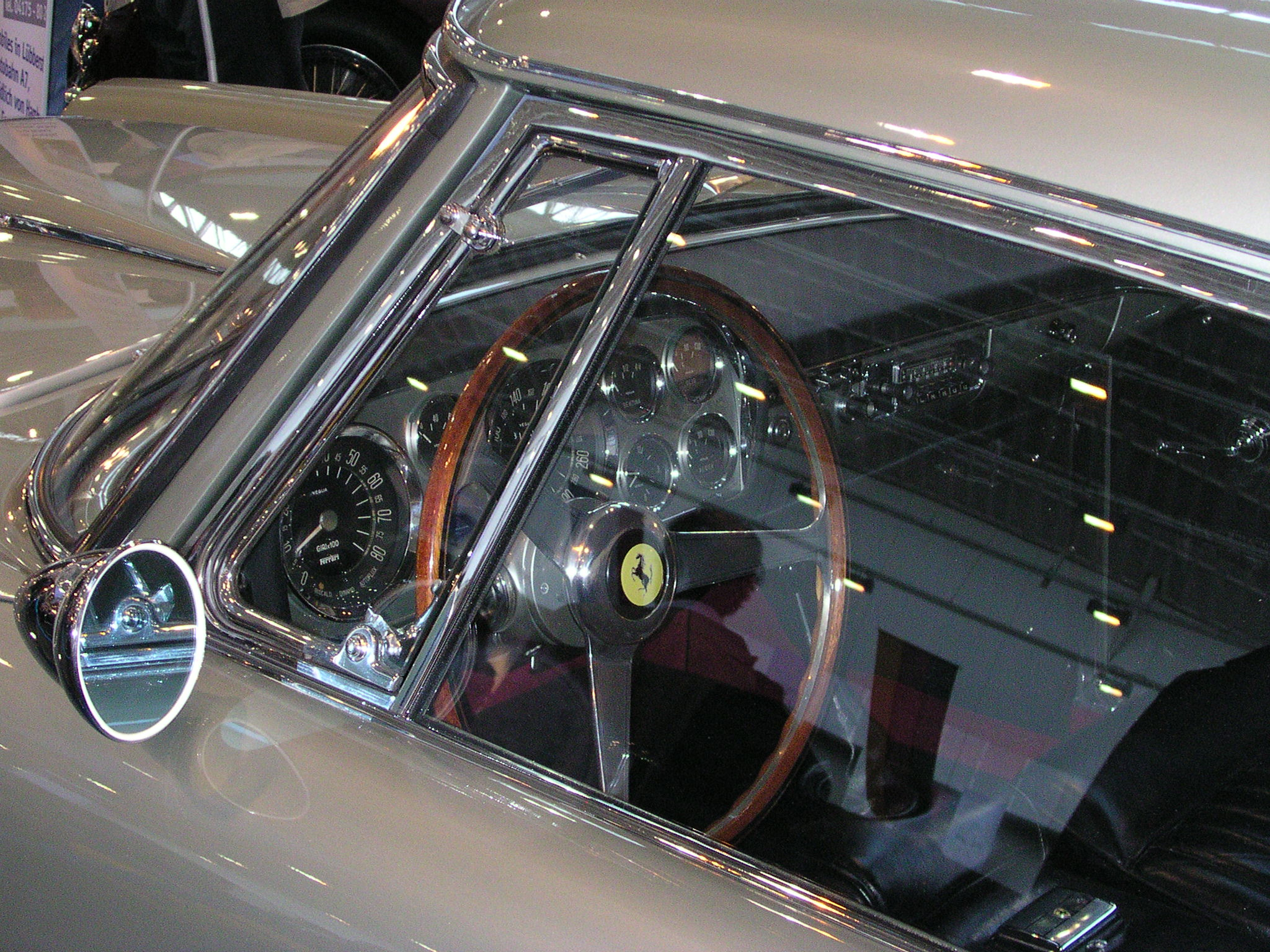
Habitacle du coupé PF.

Dessinée par Pininfarina, la 250 GT Coupé est l'une des Ferrari « les plus classiques » sur le plan esthétique. Bien que héritière des coupés Boano et Ellena, son aspect extérieur ne laisse pas supposer leur affiliation : une ceinture de caisse basse, des vitres hautes et des lignes horizontales fortement marquées.
Si la 250 GT Coupé abandonne par ailleurs le dessin fastback de la poupe au profit d'une carrosserie tricorps plus classique, le profil demeure harmonieux, grâce notamment à l'absence de vitre de custode.
Selon John Bolster, rédacteur technique dans les années 1960 de la revue anglaise Autosport, la 250 GT Coupé Pininfarina est « une grande voiture spacieuse, offrant un luxe intelligent et une très bonne finition ». Le tableau de bord, généralement bi-ton, est paré de cuir et de vinyle.

## Châssis, freins et suspensions

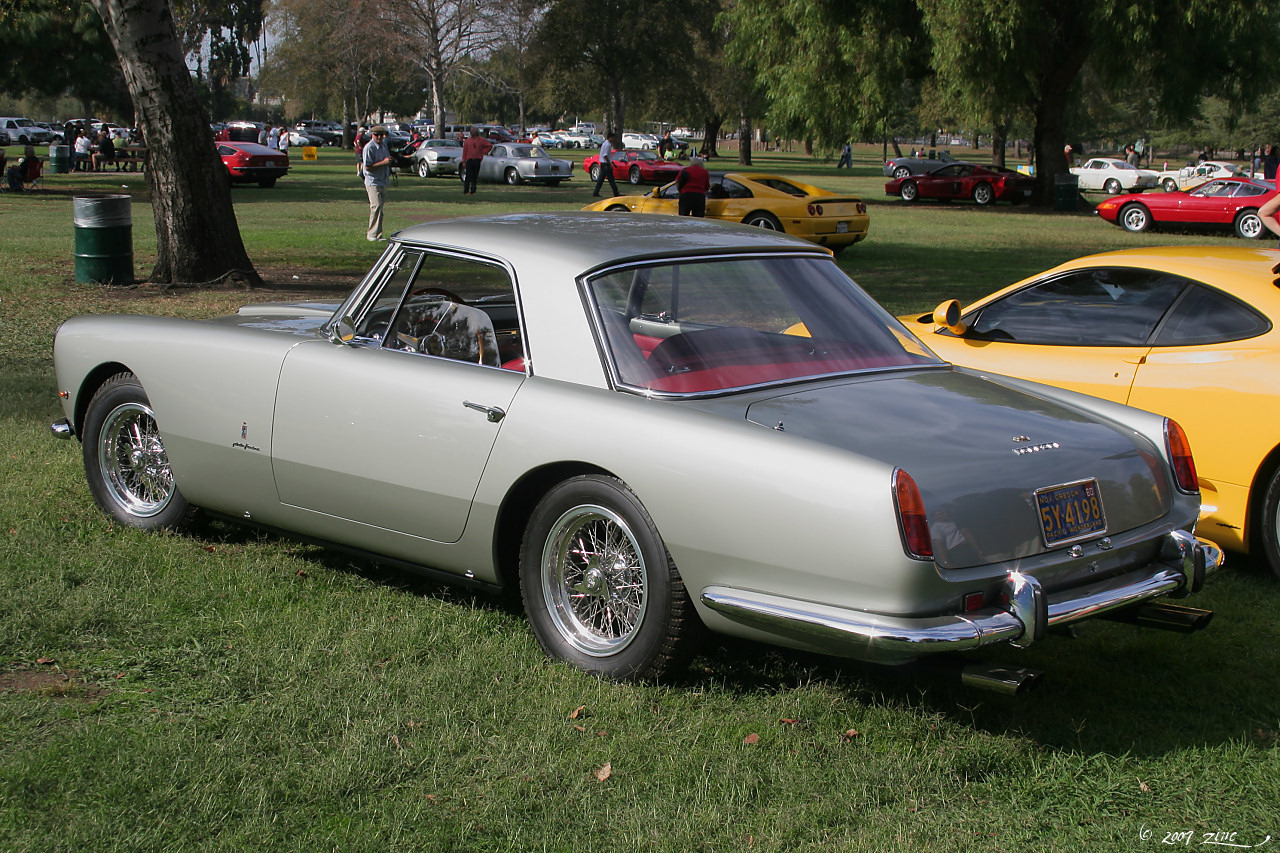
Tout comme le cabriolet, la 250 GT Coupé Pininfarina repose sur l'empattement long.

Si la 250 GT Coupé PF demeure globalement inchangée tout au long de son histoire, elle reçoit quelques améliorations techniques en 1959 ; ainsi, les freins à tambours — dont l'efficacité demeure perfectible, surtout à froid — sont remplacés par des freins à disque Dunlop tandis que des amortisseurs télescopiques viennent améliorer la suspension.

## Moteur et transmission

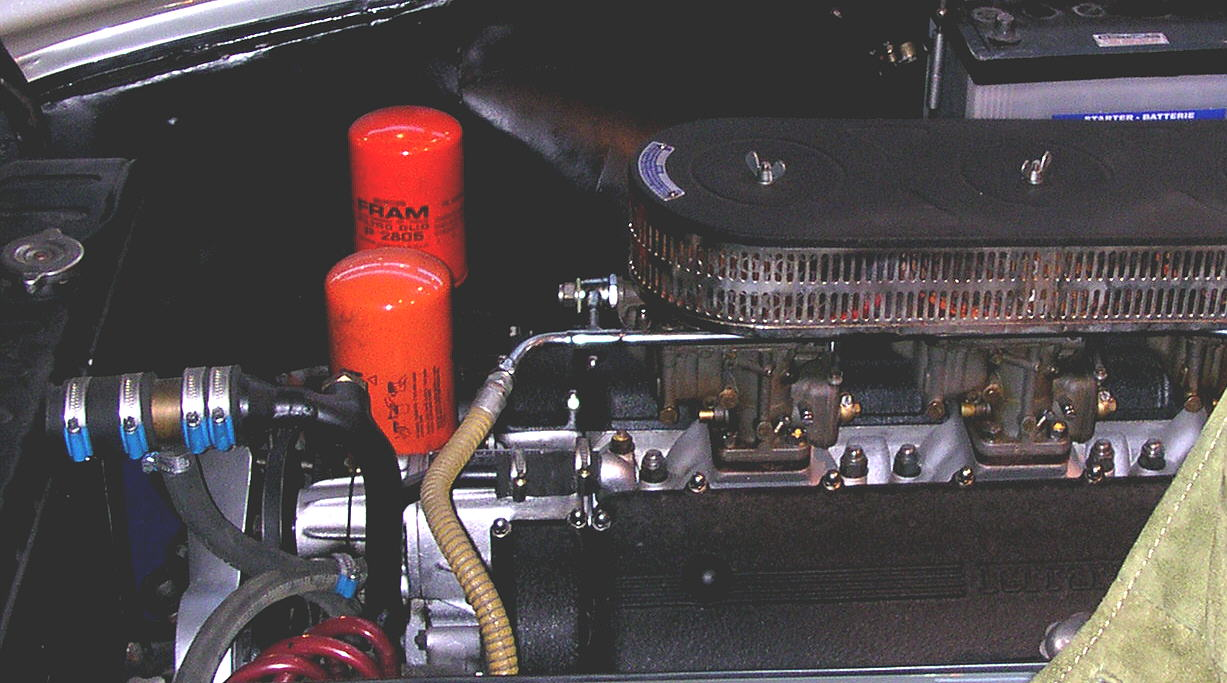
Le moteur V12 « Colombo », placé en position longitudinale avant.

Motorisée par le moteur V12 « Colombo » de la 250 Europa GT dont la puissance est néanmoins portée à 240 ch (atteint à 7 000 tr/min), la 250 GT Coupé PF brille par ses performances « spectaculaires » pour l'époque : un 0 à 100 km/h chronométré en 6,7 s et une vitesse de pointe comprise entre 200 et 250 km/h ; ses rivales, les Jaguar XK et Aston Martin DB4, sont d'ailleurs surclassées, le coupé PF étant plus léger.

## Héritage
La production de la 250 GT Coupé Pininfarina marque un nouveau tournant dans l'histoire, non seulement de Ferrari, mais également de Pininfarina. Étant donné que 343 exemplaires seront vendus entre 1958 et 1961, Ferrari et Pininfarina auront pour la première fois recours à un processus de fabrication standardisé proche de la production en série,. Ainsi, Ferrari met officiellement en place en 1958 sa première ligne d'assemblage.
La même année, Pininfarina termine le déménagement de ses installations dans sa nouvelle usine de Grugliasco. Selon Sergio Pininfarina, l'acquisition de ces nouvelles installations était « le seul moyen de produire davantage d'automobiles pour [leurs] clients. L'ancienne usine était trop petite ; elle ne donnait pas la liberté dont avaient besoin [les ouvriers]. Elle était bruyante et âgée. La nouvelle usine présente davantage de place, une logistique plus performante et un meilleur environnement pour les ouvriers ».